# Dan Vogelbach
Daniel Vogelbach (né le 17 décembre 1992 à Orlando, Floride, États-Unis) est un joueur de baseball professionnel évoluant avec les Blue Jays de Toronto comme frappeur désigné dans la Ligue majeure de baseball.

## Carrière
Dan Vogelbach est réclamé au 2e tour de sélection par les Cubs de Chicago lors du repêchage amateur de 2011. Il fait ses débuts professionnels en ligues mineures avec des clubs affiliés aux Cubs en 2011. Le 20 juillet 2016, les Cubs échangent Vogelbach et le lanceur droitier Paul Blackburn aux Mariners de Seattle en retour du lanceur gaucher Mike Montgomery et du lanceur droitier Jordan Pries.
Dan Vogelbach fait ses débuts dans le baseball majeur avec Seattle le 12 septembre 2016.

## Bio
Fullname: Daniel Vogelbach
Nickname: The Babe
Born: 12/17/1992 in Orlando, FL
Draft: 2011, Chicago Cubs, Round: 2, Overall Pick: 68
High School: Bishop Verot, Fort Myers, FL